# اس‌ان‌تی موتیو
اس‌ان‌تی موتیو (انگلیسی: SNT Motiv) شرکت صنایع جنگ‌افزاری کره‌ای است، که در سال ۱۹۸۱ تأسیس شد.

## تاریخچه
شرکت صنایع دقیق دائوو در دسامبر ۱۹۸۱ به‌عنوان یک شرکت تابعه کاملاً متعلق به دائوو برای تولید سلاح‌های کوچک و پیانوهای ایستاده لوکس تحت برندهای سوجین و دائوو تأسیس شد.
کارخانه ساز موسیقی سوجین در یئوژو، کره جنوبی، در سال ۱۹۷۷ توسط دائوو خریداری شده بود. سوجین گیتار تولید می‌کرد و در سال ۱۹۷۶ تولید پیانوهای ایستاده را آغاز کرد. بین سال‌های ۱۹۸۰ تا ۱۹۹۱، دائوو پیانوها را تحت نام‌های سوجین، رویال، دیترون، دائوو، شافر و پسران، شرمن کلی (تا ۱۹۸۷) و کلاین، علاوه بر برچسب‌های خصوصی صادر کرد.
در سال ۱۹۸۶، این شرکت وارد تولید قطعات خودروسازی شد و سپس در سال ۱۹۸۹ به تولید پیانوهای دیجیتال پرداخت. در سال ۱۹۹۰، شرکت ۱۳٬۴۵۲ پیانو ایستاده، ۲٬۳۶۴ پیانو لوکس و ۲٬۱۲۰ پیانو دیجیتال تولید کرد.
در سال ۱۹۹۱، دائوو یک سهم ۳۳ درصدی از شرکت سازنده پیانو آلمانی ایباخ خریداری کرد، تجهیزات تولید سوجین را به یک شرکت چینی فروخت و تجهیزات ایباخ را جایگزین آن کرد. پیانوها با استفاده از قطعاتی همچون سازهای رنر و صفحه‌کلید دلینیت با استاندارد بالاتری تولید شدند. همچنین در سال ۱۹۹۱، کارخانه پیانو دونگ‌بی در شهر یینگ‌کوی چین با دائوو توافق‌نامه‌ای برای کمک به تولید پیانوهای ایستاده (محصول اصلی آن) امضا کرد و از چوب محلی با کیفیت بالا در استان لیائونینگ، در شمال شرق چین استفاده کرد. این توافق‌نامه در سال ۱۹۹۶ به‌منظور گنجاندن تولید پیانوهای گران گسترش یافت.
در دسامبر ۱۹۹۲، این شرکت در بورس اوراق بهادار کره ثبت شد. در سال ۱۹۹۷، دائوو تولید پیانوها را متوقف کرد و کارخانه پیانو دونگ‌بی بیشتر تجهیزات و طراحی‌های دائوو را خریداری کرد. برخی از طراحان و تکنسین‌های دائوو به دونگ‌بی منتقل شدند.
پس از سقوط دائوو، این شرکت در فوریه ۲۰۰۲ به‌طور مجزا فعالیت خود را ادامه داد و در مارس ۲۰۰۲ دوباره در بازار بورس کره ثبت شد. اکثریت سهام آن در ژوئن ۲۰۰۶ توسط شرکت اس‌اندتی هلدینگ خریداری شد و در سپتامبر ۲۰۰۶ به شرکت اس‌اندتی دائوو تغییر نام داد. در مارس ۲۰۱۲، این شرکت به اس‌اندتی موتیو تغییر نام داد.
در نمایشگاه دی‌ایکس کره ۲۰۱۸، این شرکت از توسعه یک هفت تیر ۹ میلی‌متری بر اساس نیازهای نیروهای انتظامی کره و یک تفنگ دیگر برای یک قرارداد احتمالی نظامی کره خبر داد.
در فوریه ۲۰۲۱، اس‌اندتی موتیو نام خود را به اس‌ان‌تی موتیو تغییر داد.

## سلاح‌های گرم

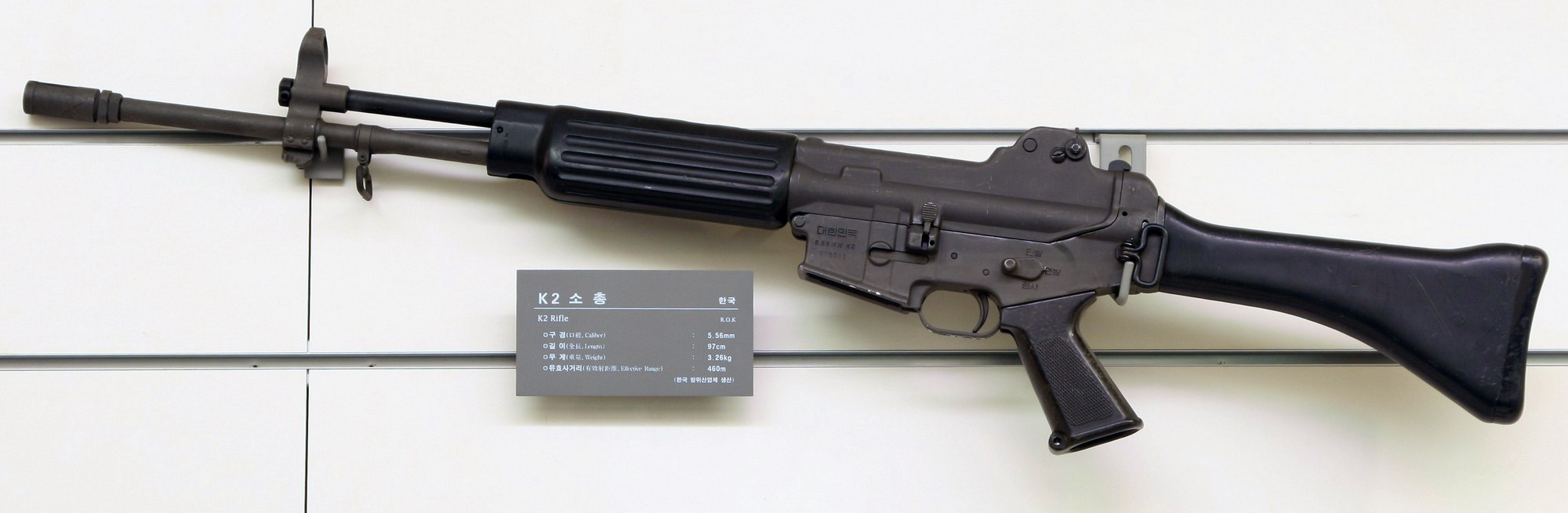
تفنگ K2 در موزه جنگ کره

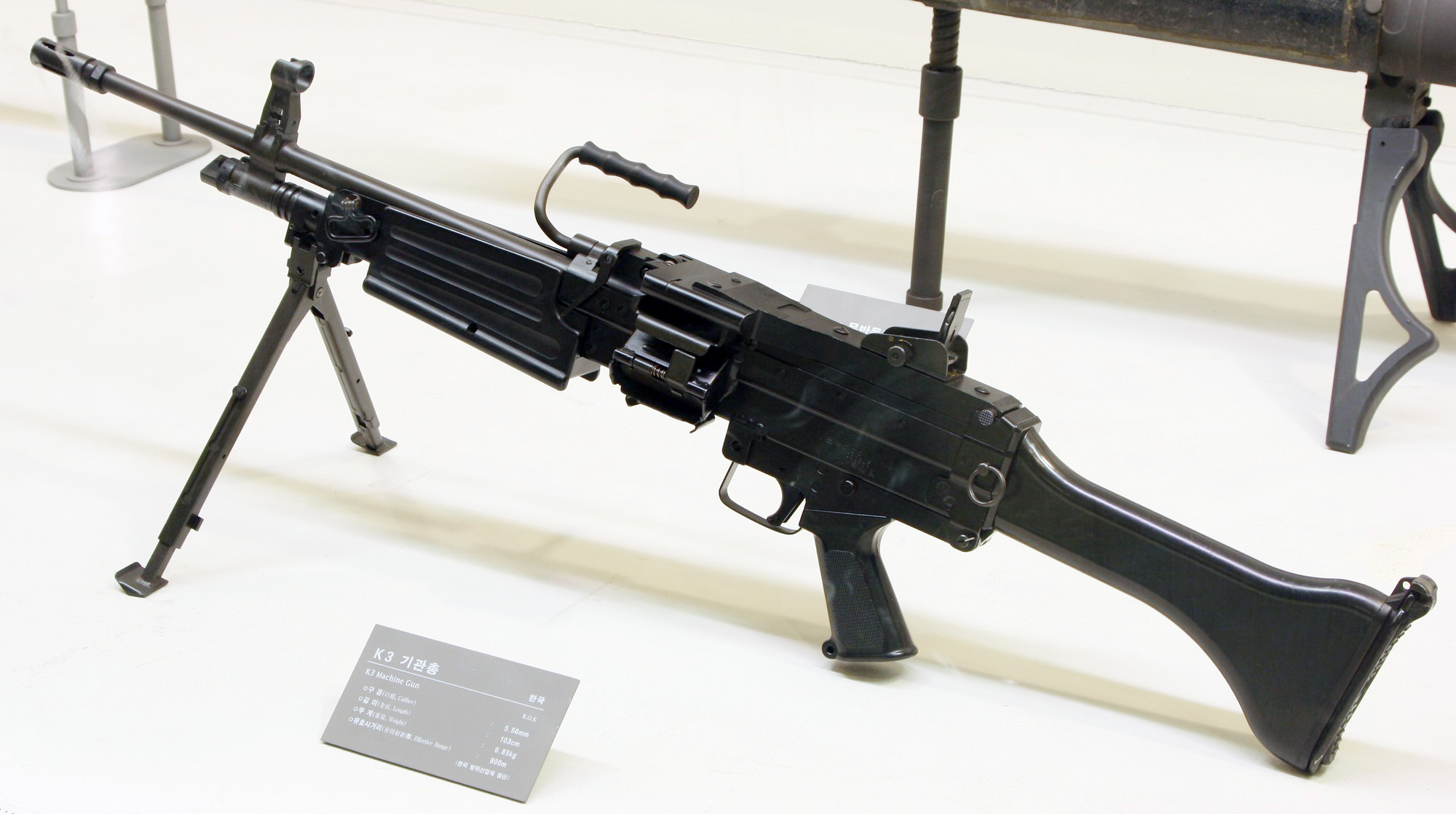
تفنگ مسلسل K3 در موزه جنگ کره

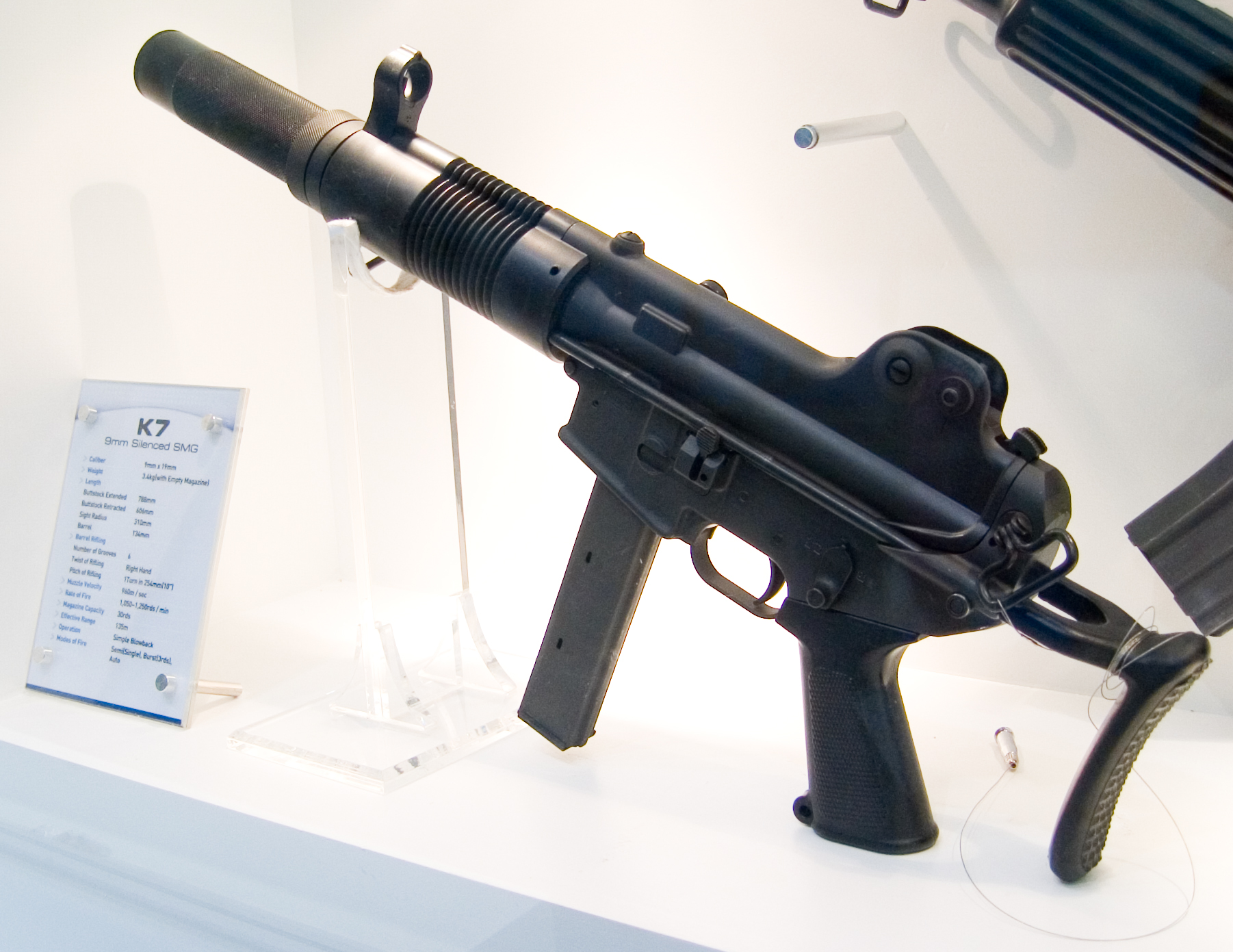
اسکای K7 در دفاع آسیا ۲۰۰۶

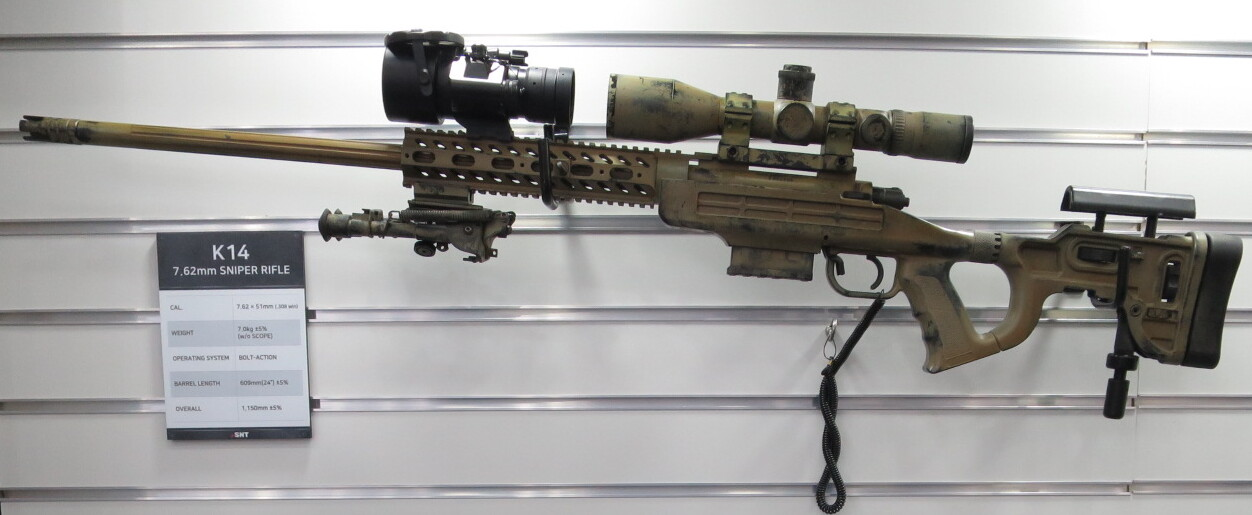
تفنگ تک‌تیرانداز K14 در IDEX ۲۰۲۳